# Syzeuctus hezonicus
Syzeuctus hezonicus är en stekelart som beskrevs av Ugalde och Ian D. Gauld 2002. Syzeuctus hezonicus ingår i släktet Syzeuctus och familjen brokparasitsteklar. Inga underarter finns listade i Catalogue of Life.